# كالفانيكو
كالفانيكو هي بلدة ومدينة في مقاطعة ساليرنو في منطقة كامبانيا جنوب إيطاليا .